# Олейніков Андрій Іванович
Андрі́й Іва́нович Оле́йніков (1898 — 1990) — радянський військовик, генерал-майор.

## Біографія
Народився у 1898 році на хуторі Ново-Кузнецовський, тепер Зерноградського району Ростовської області. Росіянин. Член ВКП(б) з 1930 року.
Учасник революційних подій у Ростові-на-Дону в 1917 році, в складі червоногвардійського загону Б. М. Думенка брав участь у боях під Царициним. До лав РСЧА вступив у 1918 році, став бійцем 21-го кінного полку 1-ї кінної армії. У 1920 році закінчив кавалерійську школу в Таганрозі, яка була перейменована в кавалерійське училище ім. С. М. Будьонного.
Учасник Громадянської війни в Росії. Воював проти білогвардійських військ генералів Л. Корнілова, М. Алексеєва, А. Шкуро, П. Врангеля.
У 1923 році в складі 62-го кавалерійського полку брав участь у параді на Красній площі, а в ніч на 23 січня 1924 року стояв у почесній варті біля труни В. І. Леніна.
У 1936 ро закінчив Військову академію ім. М. В. Фрунзе з відзнакою, пізніше — Академію Генерального штабу. Брав участь при розгромі японських самураїв на річці Халхін-Гол.
Учасник німецько-радянської війни з березня 1942 року. Воював на Західному, Сталінградському, Донському, Степовому, 2-му Українському фронтах.
Під час Сталінградської битви підполковник Олейніков А. І. обіймав посаду начальника штабу 116-ї стрілецької дивізії, згодом — заступника начальника штабу, начальника оперативного відділу штабу 66-ї армії.
Під час Прохоровского танкового бою полковник А. І. Олейніков — начальник штабу 95-ї стрілецької дивізії.
З 6 листопада 1943 року по 11 травня 1945 року — командир 95-ї гвардійської стрілецької дивізії. Генерал-майор з 17 січня 1944 року.
Війну закінчив у Празі. Учасник Параду Перемоги 1945 року в Москві.
У 1946 році призначений командиром 9-го стрілецького Бранденбурзького корпусу.
Після виходу на пенсію очолював ДТСААФ Української РСР, був заступником голови Ради ветеранів 5-ї гвардійської армії. Мешкав у Києві. Помер у 1990 році.

## Нагороди
Почесний громадянин села Чаусове Друге Первомайського району Миколаївської області (1974)
Нагороджений двома орденами Леніна (06.05.1945, ?), трьома орденами Червоного Прапора (14.02.1943, 1944, ?), орденами Суворова 2-го ступеня (22.02.1944), Кутузова 2-го ступеня (23.09.1944), Богдана Хмельницького 2-го ступеня (06.04.1945), двома орденами Вітчизняної війни 1-го ступеня (28.09.1943, 06.04.1985), двома орденами Червоної Зірки (1942, ?), медалями, іноземними нагородами.
Після смерті А. І. Олейнікова, його нагороди передано на зберігання до Державного військово-історичного музею-заповідника «Прохоровське поле».

## Твори
- Олейников А. И. «Рожденная на землях Запорожских: 95-я Полтавская гвардейская стрелковая дивизия» — Киев: Политиздат Украины, 1980. — 178 с.